# Antonio Plano
Antonio Plano Aznárez (Lobera de Onsella, 24 de mayo de 1896 - Uncastillo, 5 de octubre de 1936), fue un sindicalista de la Unión General de Trabajadores y político del Partido Socialista Obrero Español, alcalde de Uncastillo desde las elecciones municipales de 1931 que dieron paso a la Segunda República. Fue también Vicepresidente de la Diputación Provincial de Zaragoza.
Durante la revolución de 1934 defendió el derecho de los trabajadores del campo a ser propietarios de las tierras que labraban, pero se opuso a la violencia, negociando con la Guardia Civil y los manifestantes armados para evitar los enfrentamientos. Sin embargo, estos se produjeron finalmente entre los vecinos y los guardias. En la represión posterior fue condenado a muerte en 1935 por el apoyo a la causa. Con la victoria del Frente Popular en las elecciones generales de 1936 fue amnistiado junto a otros 110 vecinos de la localidad, recuperando la alcaldía. Con el golpe de Estado que dio lugar a la Guerra Civil fue detenido y trasladado a Zaragoza, donde permaneció preso hasta octubre. Su mujer y sus hijas también fueron detenidas y permanecieron presas en Uncastillo. A primeros de octubre fue sacado de prisión y trasladado a Uncastillo. Allí, encerrado en el cuartel de la Guardia Civil, fue golpeado y obligado a beber aceite de ricino. Salió ensangrentado y cubierto de sus propias heces para ser llevado a la plaza de la iglesia donde, tras atarlo a un tablón para mantenerlo en pie, fue fusilado en ejecución pública. Inmediatamente después profanaron el cadáver, llegando a cortarle ambas piernas y la cabeza jugando al fútbol con ella. Al año siguiente, su familia hubo de hacer frente a una multa de 25.000 pesetas impuesta al fallecido y otra de 1000 impuesta a su esposa. No pudiendo pagarlas, la vivienda y todos los bienes fueron confiscados.